# Hermanniella multipora
Hermanniella multipora är en kvalsterart som beskrevs av Sitnikova 1973. Hermanniella multipora ingår i släktet Hermanniella och familjen Hermanniellidae. Inga underarter finns listade i Catalogue of Life.